# لطيفة يوسف
لطيفة يوسف (1948-2022) هي فنانة تشكيلية فلسطينية ولدت في مدينة أسدود، وهجرت مع أسرتها لغزة وأقامت في مخيم خان يونس، اقامت وعملت في جمهورية مصر العربية، حاصلة على دبلوم تربية فنية عام 1967، وعملت مستشارة في المركز الإعلامي والثقافي الفلسطيني في سفارة دولة فلسطين في القاهرة، عملت سكرتيرة ثانية بالمندوبية الدائمة لدولة فلسطين لدى جامعة الدول العربية بين الأعوام 2002 و2008، وفي الهيئة العامة للإذاعة والتلفزيون الفلسطيني، وعملت بوزارة الثقافة الفلسطينية منذ العام 1995 وحتى العام 2008، وكانت تشغل عضوية في الاتحاد العام للتشكيليين العرب، وعضوية في الاتحاد العام للتشكيليين الفلسطينيين والاتحاد العام للمرأة الفلسطينية.

## حياتها
بعد النكبة لجأت أسرتها إلى قطاع غزة، حيث أقامت في مخيم خان يونس، أنهت دراساتها من رام الله ومن ثم انتقلت للعمل في قطر والبحرين، حيث التحقت مبكراً في صفوف الثورة الفلسطينية من خلال الجبهة الشعبية لتحرير فلسطين، وشغلت منصب مسؤولة المعارض في دائرة الثقافة بمنظمة التحرير الفلسطينية في تونس ما بين 1990-1994، وتنقلت في مسؤوليات إدارية متعددة، وتسلمت مهمة سكرتير ثانٍ كمندوبة دائمة في جامعة الدول العربية لدولة فلسطين بالقاهرة وكمسؤولة لملف الأسرة والطفل منذ العام 2002.عملت في المندوبية الدائمة لفلسطين لدى جامعة الدول العربية، وكانت تشغل عضوية الاتحاد العام للتشكيليين العرب.

## سيرتها الذاتية
شغلت عضو الاتحاد العام للتشكيليين العرب. والاتحاد العام للتشكيليين الفلسطينيين وآتيليه القاهرة للفنانين والكُتاب الصحفيين وجماعة المستقبل للفن التشكيلي العربي وفنانون من أجل السلام. ومستشار المركز الإعلامي والثقافي الفلسطيني- سفارة دولة فلسطين بالقاهرة سكرتير ثاني بالمندوبية الدائمة لدولة فلسطين لدى جامعة الدول العربية 2002، مندوب وزارة الثقافة الفلسطينية في سفارة دولة فلسطين- القاهرة 1997- 2001، هيئة الإذاعة والتلفزيون الفلسطيني خلال الفترة (1994- 1996) ومُدرسة فنون في البحرين وقطر من (1967- 1990).

## رسوماتها
بدأت مسيرتها الفنية عبر توليفات فنون الكولاج اللصقي، من خامات ومواد تقنية متنوعة، تُشكل معادل بصري لطبيعة اللجوء الفلسطيني وما تعانيه مخيمات البؤس من قسوة الحياة والمعاناة المصحوبة بافتقاد وطن، وكأنها بوح بصري صريح عن الفسيفساء الفلسطينية الزاخرة باللاجئين من مختلف المدن والأرياف الفلسطينية عقب نكبةعام 1948، كما أن استخدامها ألوان الأكريلك ساعدها كثيراً في تطويع أسلوبها حين استغلت خصائص هذه الألوان لتظهر شفافية مطلوبة وباستخدام سكين الرسم أو الفرشاة أو الرول وكل ما يساعدها على لاستكمال عملها فنيا في أغلب اللوحات مما يسر انبساط اللون وبتحكم شديد لم يخرج عن القصد إلى الصدفة، بل بسيطرة هي من أهم مقومات العمل الفني.

## معارضها
- معارضها الفردية: (الأرض، مهرجان السينما التسجيلية، إيطاليا، 2018، المركز الثقافي الملكي عمان - الأردن 1994، معرض فلسطين مركز الفن الشعبي رام الله -البيرة 1997، نادي الطاهر حداد، تونس 1991). أما معارضها الجماعية فمنها:

نحن معكم، متحف أحمد شوقي، القاهرة، 2019، القدس عربية المركز الإعلامي العام الفنون، وارسو، 2008، أكاديمية الجدار العازل بينالي الإسكندرية 2005، قاعة وزارة الثقافة المجرية بودابست 2003، بينالي بنغلادش 1997. مئوية الصالون التونسي 1995، بينالي القاهرة الدولي الثالث 1989.

## جوائزها
حازت لطيفة يوسف على عدة جوائز أهمها:
- جائزة الدولة التقديرية في الفنون 2021.[7]
- المرأة المبدعة الفلسطينية في الفن التشكيلي (فلسطين)2014.[7]
- أوسكار قناة النيل الثقافية مع صالون الخريف الفرنسي 2009.[7]